# Carl Friedrich Stober

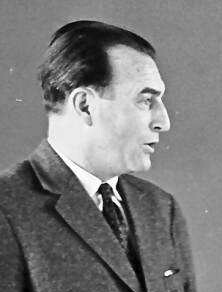
Carl Friedrich Stober (1964)

Carl Friedrich „Fredy“ Stober (* 25. September 1910 in Freiburg im Breisgau; † 18. Dezember 2010 ebenda) war ein deutscher Sportfunktionär.

## Werdegang
Stober war beruflich als Zahnarzt tätig. Nach Ende des Zweiten Weltkriegs war er Mitbegründer des Deutschen Sportbundes (DSB) sowie des Badischen Sportbundes Freiburg und von 1949 bis 1952 dessen erster Präsident. Er initiierte den Ausbau des Herzogenhorns zum ersten Bundesleistungszentrum. In den 1980er Jahren trieb er den Aufbau des Olympiastützpunkts Freiburg-Schwarzwald voran.
Stober verstarb einige Monate nach seinem 100. Geburtstag in Freiburg. Anlässlich seines 101. Geburtstags wurde die Herzogenhornstraße auf dem Feldberg zur Dr.-Fredy-Stober-Straße umbenannt und beim Leistungszentrum ein Gedenkstein aufgestellt.

## Ehrungen
- 1952: Verdienstkreuz am Bande der Bundesrepublik Deutschland
- 1999: Ehrenpräsident des Badischen Sportbunds Freiburg